# Катедра
Катедра (грч. καθέδρα [], лат. cathedra) је антички тип столице с извијеним наслоном за леђа, без наслона за руке.
Катедра је службени бискупов или епископов престо. У православној цркви, на српском се обично користи термин епископски/владичански трон. Појављује се још у првим временима хршићанства. Данас је, у католичким црквама, катедра смештена на левој страни, али до XI. века се налазила иза олтара у дну апсиде са каменом клупом за свештенике – субселиом (лат. subselia). У неким старим базиликама још увек постоји тако место. Најпознатије је Столица светог Петра, папина столица у цркви Светог Петра у Риму.
Данас у ширем значењу реч катедра служи као столица учитеља, професора или било које високе службене личности, али и део намештаја у учионици, сто са којег наставник предаје.